# War (альбом U2)
War (укр. Війна) — третій студійний альбом ірландського рок-гурту U2, виданий 28 лютого 1983 року на лейблі Island Records. Продюсером альбому виступив Стів Ліллівайт. Це був перший альбом гурту з політичним підтекстом. Особливо це помітно по назві платівки (Війна) та по пісням Sunday Bloody Sunday, New Year's Day. Платівка виявилась комерційно успішною для гурту. Вона змогла потіснити з першого місця у Британському чарті надзвичайно успішний альбом Thriller Майкла Джексона. У США альбом посів друге місце і став першим альбомом гурту який отримав золотий статус у країні. У 2003 році War посів 221 місце у рейтингу 500 найкращих альбомів усіх часів за версією журналу Rolling Stone.

## Запис
U2 почали запис альбому 17 травня 1982 року. Проте згодом у записі альбому сталася перерва через медовий місяцю Боно та його дружини Алі. Боно продовжував писати тексти пісень до нового альбому і під час медового місяця. Пісня New Year's Day була написана як любовна пісня до коханої, але згодом вона була перероблена через виступи Солідарності у Польщі.

## Відгуки
Альбом був прийнятий слухачами та критиками позитивно. Він досяг першого місця у Великій Британії потіснивши альбом Thriller Майкла Джексона. У 1898 році альбом посів 40 місце у рейтингу 100 найкращих альбомів 1980-х. У 2003 році War посів 221 місце у рейтингу 500 найкращих альбомів усіх часів за версією журналу Rolling Stone. У підтримку альбому гурт вирушив у тур під назвою War Tour, який розпочався 1 грудня 1982 року.

## Список пісень
Автор музики і слів U2. 
| Сторона 1 | Сторона 1                | Сторона 1  |
| #         | Назва                    | Тривалість |
| --------- | ------------------------ | ---------- |
| 1.        | «Sunday Bloody Sunday»   | 4:38       |
| 2.        | «Seconds»                | 3:09       |
| 3.        | «New Year's Day (пісня)» | 5:38       |
| 4.        | «Like a Song...»         | 4:48       |
| 5.        | «Drowning Man»           | 4:12       |

| Сторона 2 | Сторона 2                           | Сторона 2  |
| #         | Назва                               | Тривалість |
| --------- | ----------------------------------- | ---------- |
| 1.        | «The Refugee» (продюсер Білл Вілан) | 3:40       |
| 2.        | «Two Hearts Beat as One»            | 4:00       |
| 3.        | «Red Light»                         | 3:46       |
| 4.        | «Surrender»                         | 5:34       |
| 5.        | «"40"»                              | 2:36       |
| 42:03     |                                     |            |

У 1993 році Mobile Fidelity Sound Lab видала перероблену версію альбому. У оновленій версії було змінено тривалість композицій. Наприклад Seconds триває 3:22, відповідно було додано 11.5 секунди.

## Перевидана версія
У 2007 році, після виходу перевидання альбому The Joshua Tree почались чутки про перевидання і альбому War. Офіційно про видання перезаписаної версії було повідомлено 9 квітня 2008 року. 21 липня 2008 року відбувся офіційний реліз у Великій Британії, а наступного дня у США. Шанувальники мали змогу вибрати з трьох версій видання:
- Стандартної, до якої увійшов диск та 16 сторінковий буклет.
- Делюксової, у ній був присутній 2-й диск з додатковими матеріалами.
- Вінілової

## Бонус треки у перевиданній версії
Автор музики і слів U2. 
| #     | Назва                                                                                        | Оригінальне видання                                         | Тривалість |
| ----- | -------------------------------------------------------------------------------------------- | ----------------------------------------------------------- | ---------- |
| 1.    | «Endless Deep»                                                                               | "Sunday Bloody Sunday" and "Two Hearts Beat as One" singles | 2:58       |
| 2.    | «Angels Too Tied to the Ground»                                                              | Previously unreleased outtake from "War" sessions           | 3:34       |
| 3.    | «New Year's Day» (7" single edit)                                                            | "New Year's Day" single                                     | 3:56       |
| 4.    | «New Year's Day» (USA remix)                                                                 | "Two Hearts Beat as One" single                             | 4:31       |
| 5.    | «New Year's Day» (Ferry Corsten extended vocal mix)                                          | "New Year's Dub 2000" promotional single                    | 9:42       |
| 6.    | «New Year's Day» (Ferry Corsten vocal radio mix)                                             | "New Year's Dub 2000" promotional single                    | 4:37       |
| 7.    | «Two Hearts Beat as One» (Long mix)                                                          | "Two Hearts Beat as One" promotional single                 | 5:56       |
| 8.    | «Two Hearts Beat as One» (USA remix)                                                         | "Two Hearts Beat as One" single                             | 4:24       |
| 9.    | «Two Hearts Beat as One» (Club version)                                                      | "Two Hearts Beat as One" single                             | 5:43       |
| 10.   | «Treasure (Whatever Happened to Pete the Chop)»                                              | "New Year's Day" single                                     | 3:24       |
| 11.   | «I Threw a Brick Through a Window / A Day Without Me» (Live from Werchter -- July 4th, 1982) | "New Year's Day" single                                     | 6:58       |
| 12.   | «Fire» (Live from Werchter -- July 4th, 1982)                                                | "New Year's Day" single                                     | 3:46       |
| 59:21 |                                                                                              |                                                             |            |

## Ключові особи
- Боно — вокал
- Едж — гітара, бек-вокал
- Адам Клейтон — бас гітара
- Ларрі Маллен — ударні

## Чарти
| Чарт (1983)                                          | Найвища позиція |
| ---------------------------------------------------- | --------------- |
| Australia (Kent Music Report)                        | 9               |
| Бельгія Belgian Albums (Ultratop Flanders)           | 51              |
| Бельгія Belgian Albums (Ultratop Wallonia)           | 41              |
| Canada Top Albums/CDs (RPM)                          | 4               |
| Нідерланди Dutch Albums (MegaCharts)                 | 3               |
| Франція French Albums (SNEP)                         | 30              |
| Німеччина German Albums (Offizielle Top 100)         | 59              |
| Ірландія Irish Albums (IRMA)                         | 16              |
| Італія Italian Albums (FIMI)                         | 31              |
| Нова Зеландія New Zealand Albums (Recorded Music NZ) | 5               |
| Норвегія Norwegian Albums (VG-lista)                 | 15              |
| Португалія Portuguese Albums (AFP)                   | 26              |
| Іспанія Spanish Albums (PROMUSICAE)                  | 38              |
| Швеція Swedish Albums (Sverigetopplistan)            | 2               |
| UK Albums (OCC)                                      | 1               |
| США Billboard 200                                    | 12              |

| Song                                      | Peak (1983) | Peak (1983) | Peak (1983) | Peak (1983) | Peak (1983) | Peak (1983)  |
| Song                                      | IRE         | CAN         | NL          | UK          | US Hot 100  | US Main Rock |
| ----------------------------------------- | ----------- | ----------- | ----------- | ----------- | ----------- | ------------ |
| «New Year's Day»                          | 2           | 41          | 4           | 10          | 53          | 2            |
| «Sunday Bloody Sunday»                    | —           | —           | 3           | —           | —           | 7            |
| «Two Hearts Beat As One»                  | 2           | —           | —           | 18          | —           | 12           |
| «Surrender»                               | —           | —           | —           | —           | —           | 27           |
| «—» denotes a release that did not chart. |             |             |             |             |             |              |

## Сертифікації
| Регіон                                                                                          | Сертифікація  | Продажі    |
| ----------------------------------------------------------------------------------------------- | ------------- | ---------- |
| Австралія (ARIA)                                                                                | 2× Платиновий | 140 000^   |
| Бельгія (BEA)                                                                                   | Платиновий    | 50 000*    |
| Бразилія (ABPD)                                                                                 | Золотий       | 100 000*   |
| Канада (Music Canada)                                                                           | 3× Платиновий | 300 000^   |
| Франція (SNEP)                                                                                  | 2× Платиновий | 600 000*   |
| Німеччина (BVMI)                                                                                | Золотий       | 250 000^   |
| Італія                                                                                          | —             | 400,000    |
| Нідерланди (NVPI)                                                                               | Золотий       | 50 000^    |
| Нова Зеландія (RIANZ)                                                                           | Платиновий    | 15 000^    |
| Іспанія (PROMUSICAE)                                                                            | Золотий       | 50 000^    |
| Швейцарія (IFPI Switzerland)                                                                    | Золотий       | 25 000^    |
| Велика Британія (BPI)                                                                           | 2× Платиновий | 600 000^   |
| США (RIAA)                                                                                      | 4× Платиновий | 4 000 000^ |
| Підсумки                                                                                        |               |            |
| Світ                                                                                            | —             | 11,000,000 |
| *продажі, що базуються лише на сертифікаціях ^відвантаження, що базуються лише на сертифікаціях |               |            |